# Holbæk Museum

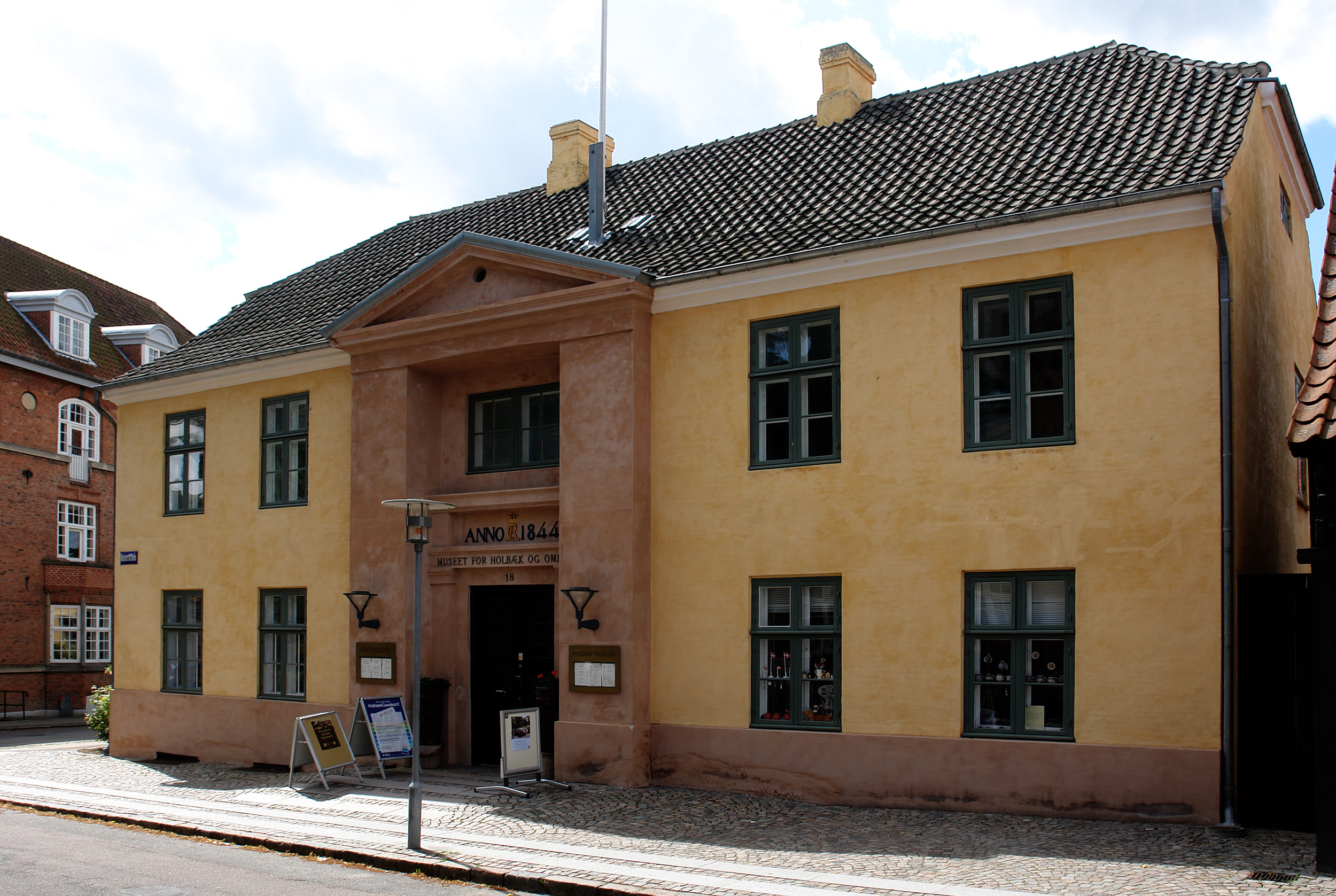
Holbæk Museum, das alte Rathaus

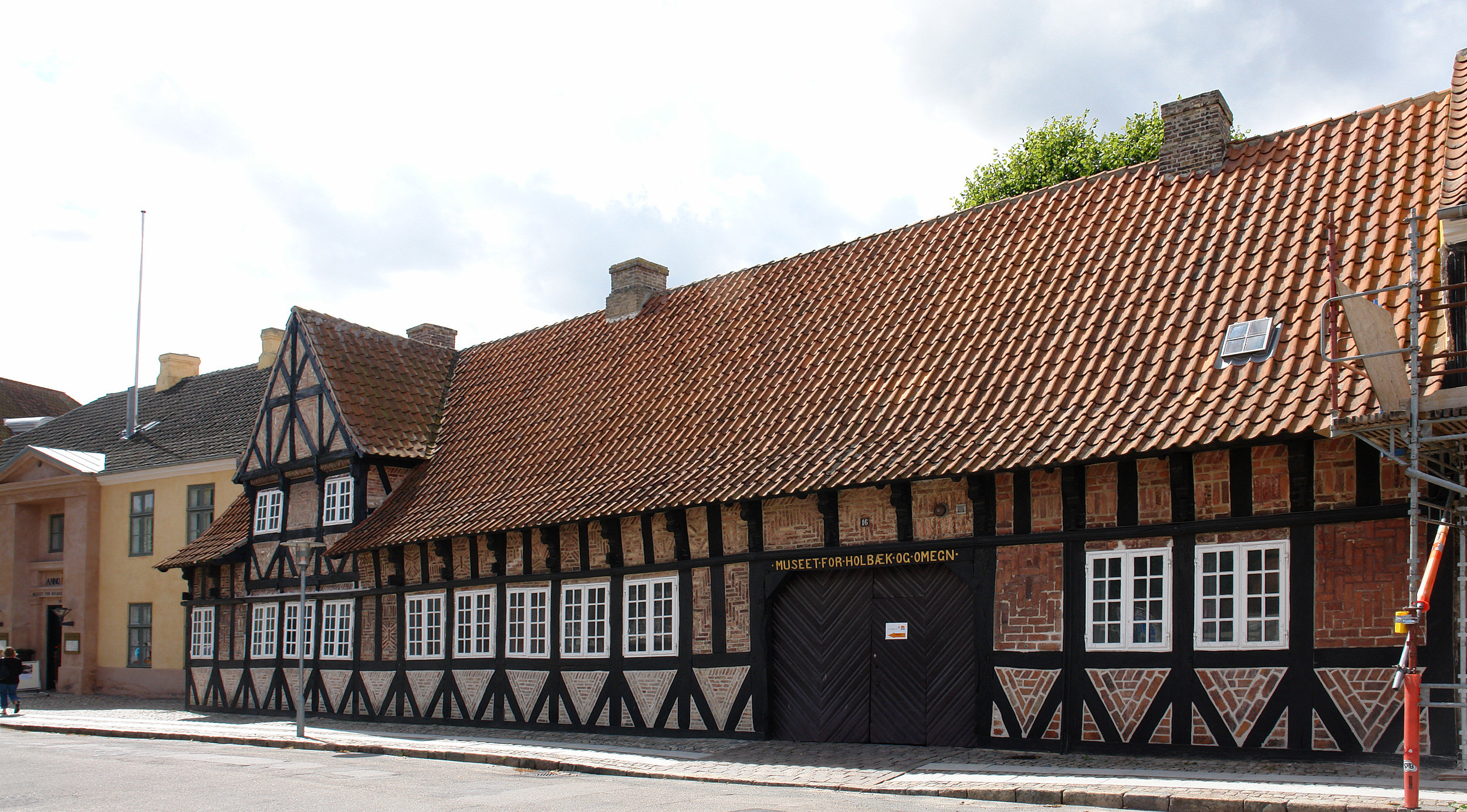
Klosterstræde 16, Vorderhaus (um 1670)

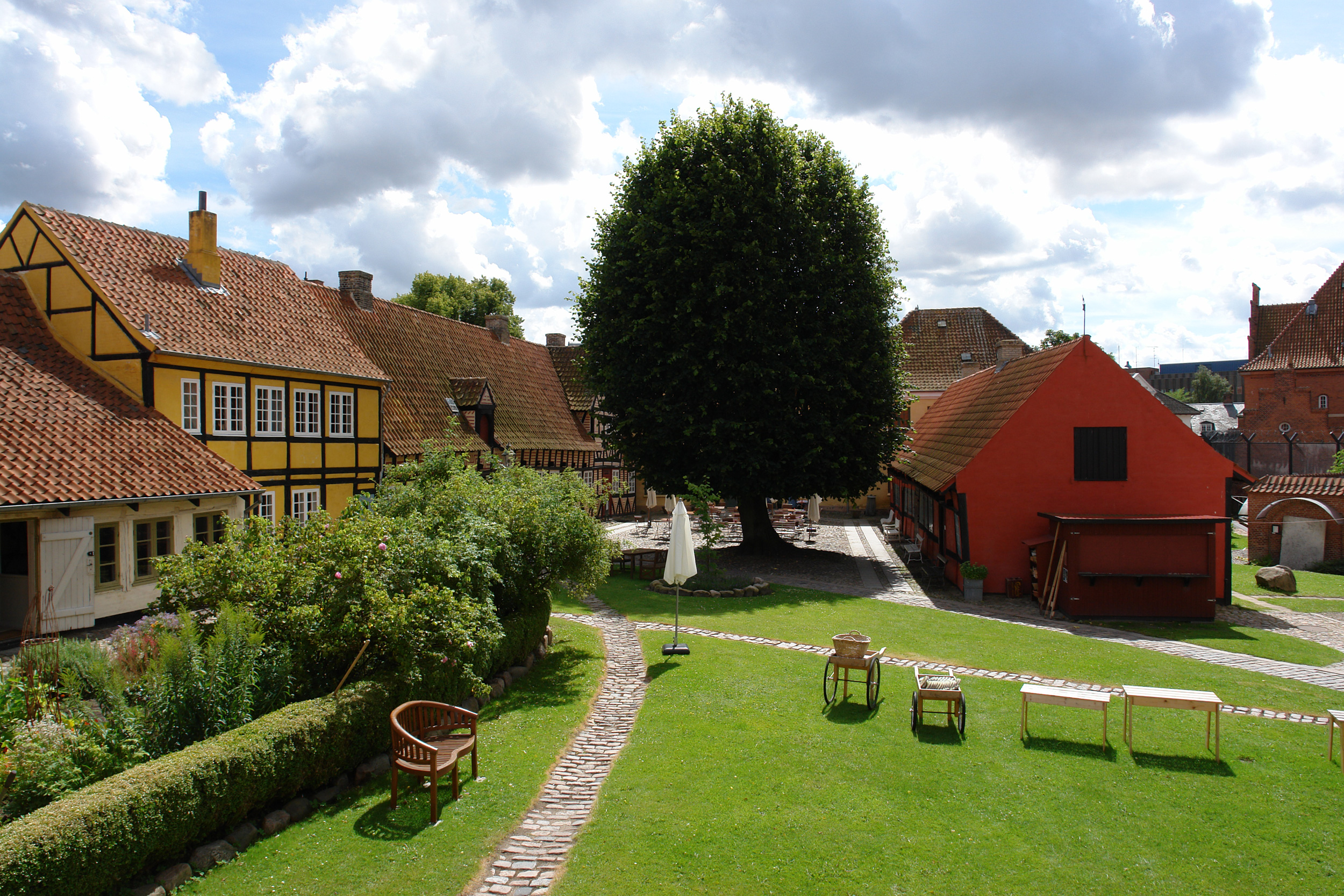
Die Gebäude Klosterstræde 12,14,16 und das rote Baghuset (Hinterhaus)

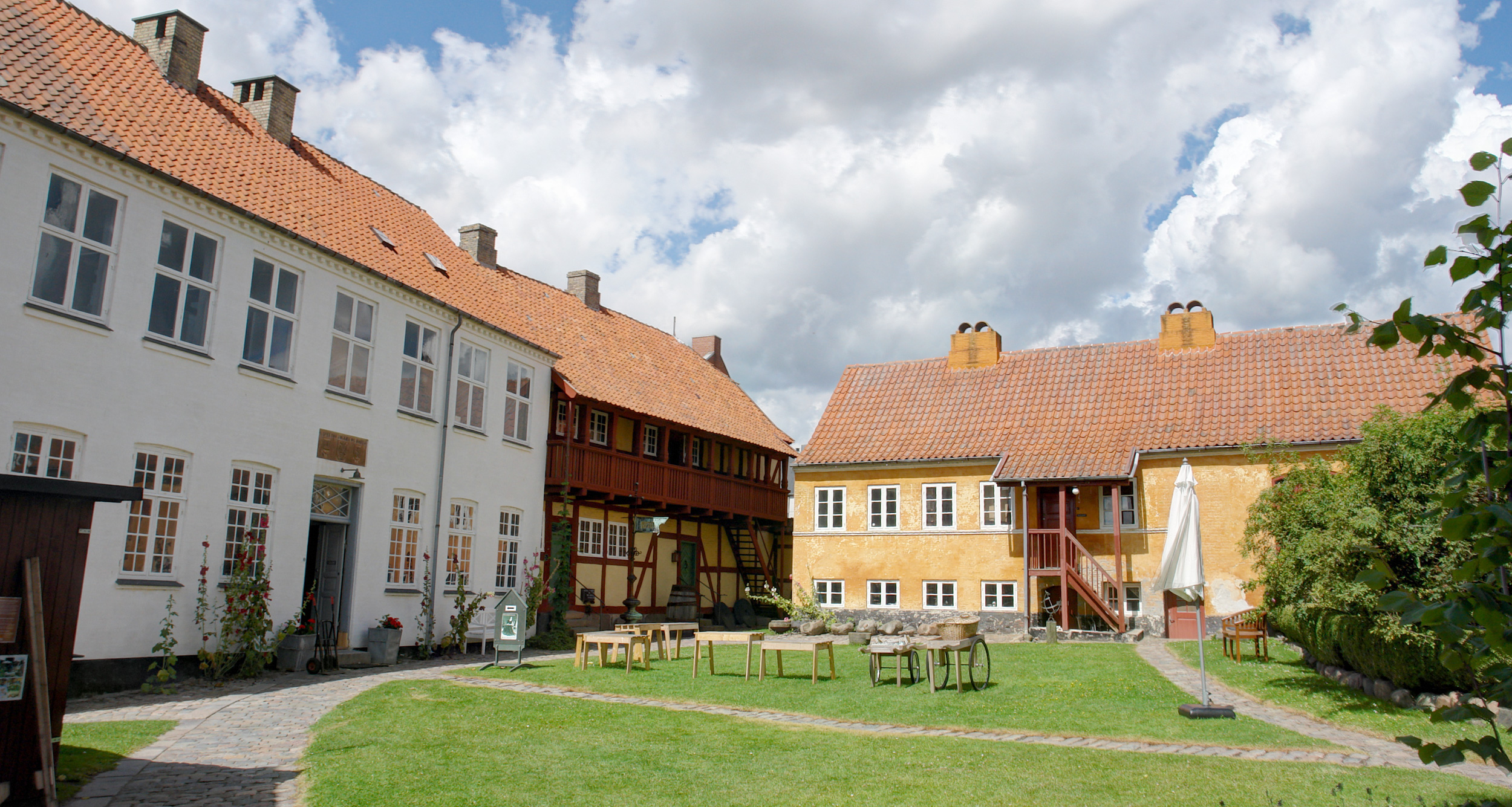
Freischule, Kaufmannshaus und Haus Bagstræde 6

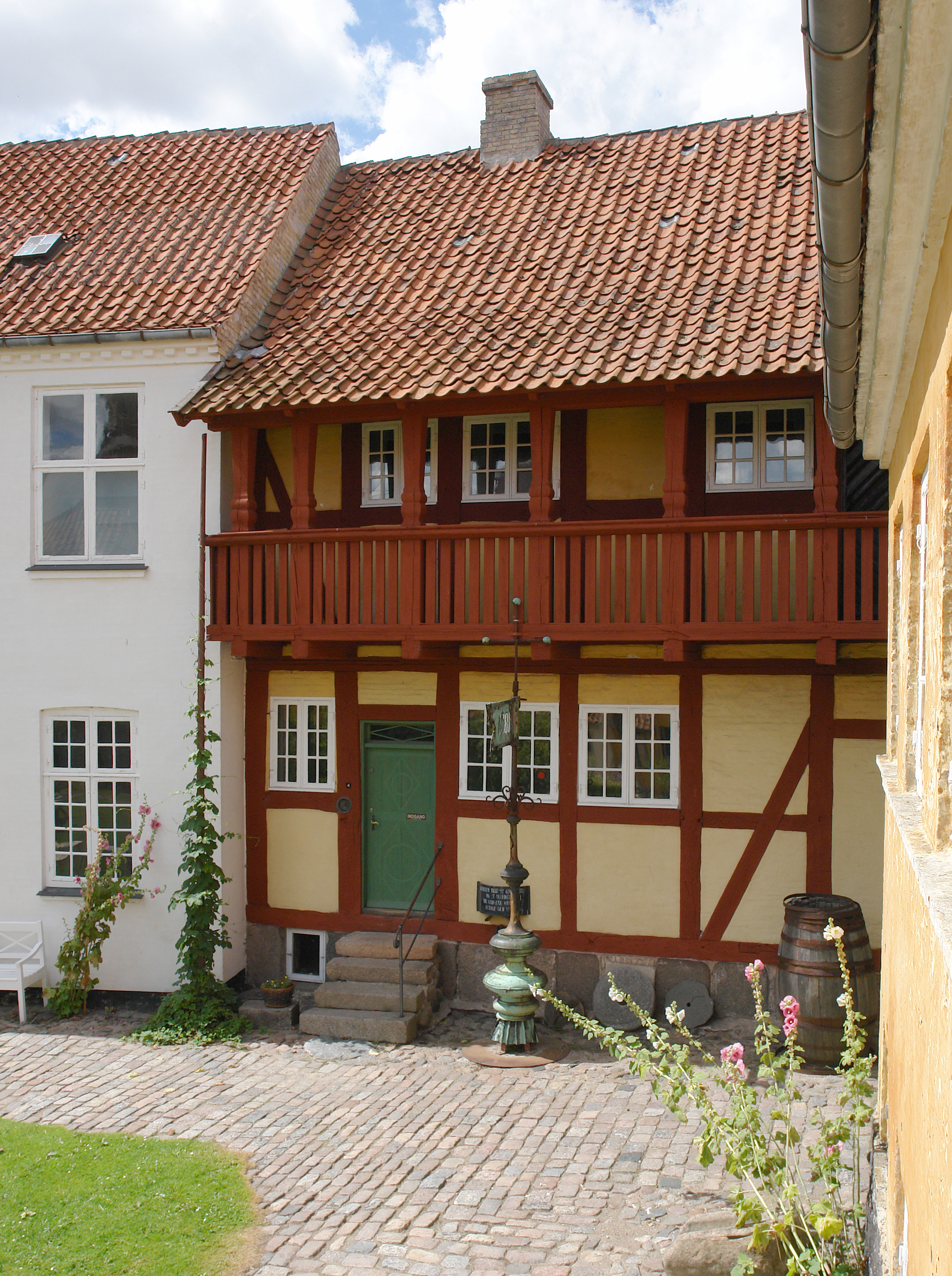
Kaufmannshaus von 1660

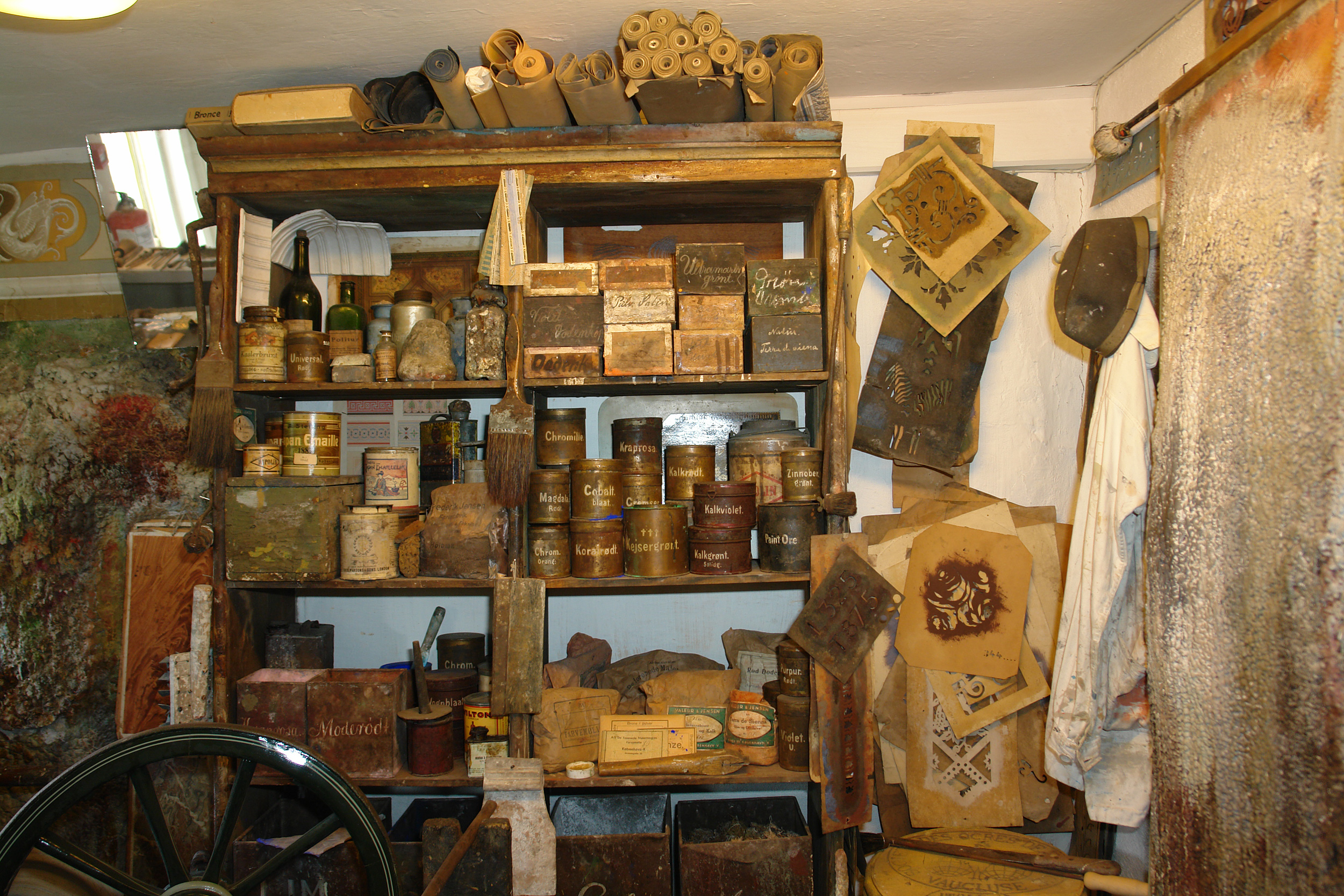
Ausstellung einer alten Malerwerkstatt im Haus Klosterstræde 12

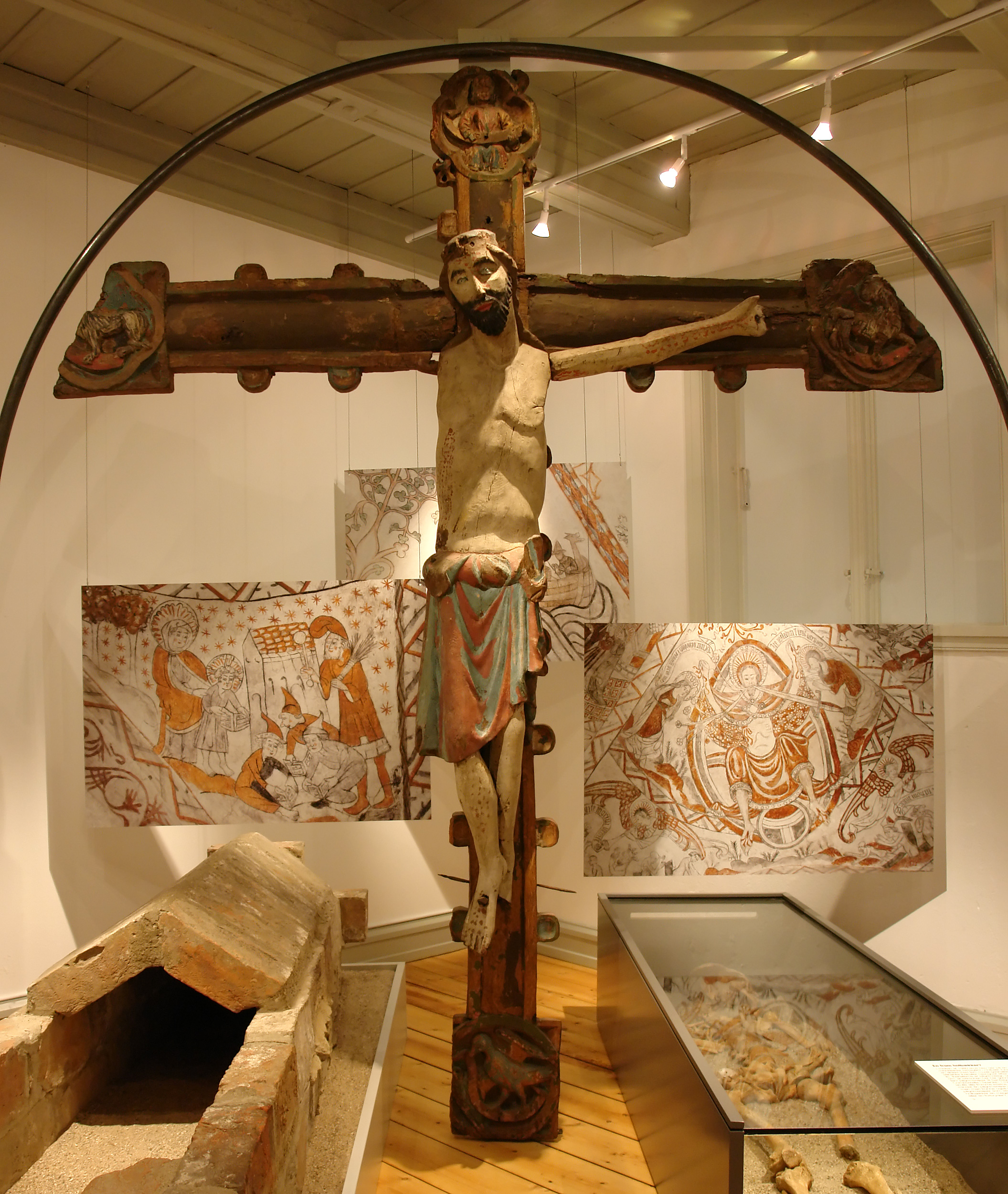
Das große Triumphkreuz aus der Kirche von Tuse in der Klosterstræde 16

Das Holbæk Museum ist ein kulturhistorisches Heimatmuseum. Es soll durch Sammlung, Erfassung, Erforschung, Erhaltung und Verbreitung helfen, das lokale, regionale und nationale Erbe in und um Holbaek zu erhalten. Das Museum befindet sich in historischen – zum Teil denkmalgeschützten – Gebäuden im Zentrum von Holbæk in Dänemark.

## Geschichte
Das Museum wurde 1910 unter dem Namen Volksmuseum für Holbæk und umliegende Bezirke (dänisch Folkemuseet for Holbæk og omliggende Herreder) gegründet und eröffnete im November 1911 die erste Ausstellung im Klostergebäude an der St.-Nikolai-Kirche. Im Jahre 1919 zog das Museum in die neuen Räumlichkeiten an der Klosterstræde, es umfasst derzeit 13 historische Gebäude und ein Lotsen-Boot.

## Gebäude
Die dreizehn Museumsgebäude aus dem 17.–19. Jahrhundert stehen – mit Ausnahme des Købmandsgården – alle an ihrem ursprünglichen Ort am Marktplatz der Altstadt von Holbæk.

### Klosterstræde 18 – Das alte Rathaus
Das gelbgestrichene Backsteingebäude wurde 1844 im späten Empire-Stil erbaut. Im Mittelrisalit des zweigeschossigen Gebäudes befindet sich über dem Eingang ein Monogramm von Christian VIII. Das Gebäude in der Altstadt war das erste Rathaus der Stadt. Neben der öffentlichen Verwaltung – die vor 1844 in der Klosterstræde 7 untergebracht war – befanden sich hier auch die Feuerwehr und Arrestzellen.
Im Jahr 1911 baute die Stadt ein zweites Rathaus, die heutige Polizeistation. Nach dem Bau des neuen Regierungs-Zentrums wurde das alte Rathaus 1979 als Bibliothek und für Museumszwecke genutzt, seit 1998 nur noch für das Museum. Heute sind in dem Gebäude Hörsaal, Museumsshop, Besucher-Café und Verwaltung untergebracht.
Das Gebäude steht unter Denkmalschutz.

### Klosterstræde 16 – Vorderhaus
Das vordere Gebäude, ein Fachwerkhaus der späten Renaissance, wurde um 1670 von Pfarrer Søren May als Privathaus gebaut. Ursprünglich war es mit dem Hinterhaus Teil eines dreiflügeligen Stadt-Hofes. Die dritte Seite, die über dem Innenhof des Museums lag, wurde um 1900 abgerissen. Die Straßenfassade hat roten Backstein, hingegen hat das Fachwerk der Hofseite rote und gelbe Ziegel im Flensburger Format.
In späterer Nutzung wurde in dem Gebäude ein Armenhaus und eine Schule eingerichtet.
1915 rettete das Museum das vordere Gebäude vor dem Abriss und nutzte es – nach einer umfangreichen Restaurierung 1916–18 – für Ausstellungen. Bis in die 1970er Jahre wurde ein Teil des Hauses als Torhaus verwendet. Heute beherbergt das Gebäude Ausstellungen über Holbaek, Fjord, Stadt und Land vom Mittelalter bis 1870.
Das Gebäude steht unter Denkmalschutz.

### Klosterstræde 14 – Borchs Handarbeitsschule
Das gelb gestrichene Fachwerkhaus wurde um 1670 errichtet und war ursprünglich Teil von Søren Mays Bauernhof. Das als Handarbeitsschule genutzte Gebäude wurde in den 1800er Jahren zweistöckig ausgebaut. Im Jahre 1844 übernahm die Marktgemeinde Holbæk den Bauernhof und richtete die Handarbeitsschule für bürgerliche Mädchen ein, die 1891 in die gegenüberliegende Freischule verlegt wurde. Das Gebäude war danach Wohnhaus, bis es 1971 an das Museum ging, das dort eine Weberei eingerichtet hat.

### Klosterstræde 8–12
Die ursprünglich eingeschossigen Fachwerkhäuser stammen wahrscheinlich aus den 1700er Jahren. Noch bis in die 1970er Jahre waren die lange in kommunalem Besitz befindlichen ehemaligen Handwerkergebäude bewohnt, bis sie 1971 an das Museum gingen.
Klosterstræde 12 wurde auf der Hofseite wohl schon in den 1700er Jahren erhöht, die Straßenfassade wurde 1950 erneuert. Seit 1976 ist dort eine Handwerker-Ausstellung eingerichtet mit einem Maler-Arbeitsplatz um 1900 und einer Küferwerkstatt aus Holbaek, wie sie 1900–1976 in Betrieb war.
In Klosterstræde 10 wurde 1979 eine Ausstellungen über Tabak und Beleuchtung eröffnet und später im Erdgeschoss eine kleine Ausstellung mit Artefakten von den Flügen der Alliierten über das Gebiet während der Besatzungszeit.
Das Gebäude Klosterstræde 8, dessen Obergeschoss eine spätere Ergänzung ist, wurde auf das Aussehen um 1990 renoviert. 1938 bezog hier die Familie Jacobsen mit 11 Kindern eine kleine 2 ½ Zimmer-Wohnung im Erdgeschoss. Die Ausstellung zeichnet in diesem Haus die Geschichte der Familie Jacobsen nach und veranschaulicht auch den Alltag einer typischen Arbeiterfamilie der 1940er Jahre in Holbæk.

### Baghuset
Das rotgestrichene, eingeschossige Fachwerkhaus umfasste ursprünglich Schuppen, Scheune, Remise und Kammern für Diener. Um 1900 wurde ein Teil vom nördlichen Ende abgerissen, deshalb besteht der Giebel hier aus Backstein. 1844 übernahm Holbæk das um 1670 erbaute Gebäude und richtete es als Armenhaus ein. Die Menschen wurden in zwei großen Räumen untergebracht, einer für Frauen und einer für Männer. Die Räume waren gleichzeitig Schlafsaal, Speisesaal und Arbeitsplatz. Das Arbeitshaus wurde 1909 geschlossen.
Im Jahr 1915 rettete das Museum das Gebäude vor dem Abriss und nach einer umfangreichen Restaurierung wird es seit 1919 für Ausstellungen verwendet. Heute werden hier Einrichtungsgegenstände aus ländlichen Häusern gezeigt.
Das Gebäude steht unter Denkmalschutz.

### Friskole
Das Backsteingebäude der Freischule (Armenschule) wurde 1867 gebaut und erhielt 1888 das zweite Stockwerk. Die 1842 gegründete Schule war zuvor in dem inzwischen abgerissenen Nordflügel des Bauernhofes von Søren May untergebracht. Zu Beginn der 1900er Jahre wurde die Østre Skole gebaut und die Freischüler zogen dorthin um.
Während des Ersten Weltkrieges war die Freischule Kaserne der Sicherheitskräfte und in den Jahren nach dem Krieg Obdachlosenasyl. 1930 kam die Schule in den Besitz des Museums. Im Gebäude befinden sich heute Ausstellungen über Gräfin von Eriksholm, Astrid Ahlefeldt-Laurvig und spezielle Sammlungen.

### Købmandsgården
Das 1660 von Kaufmann und Kapitän Christen Thomsen gebaute Kaufmannshaus ist das einzige Gebäude im Museums-Komplex, das nicht an seinem ursprünglichen Ort steht. Als ehemaliges Hauptgebäude eines Handelshauses aus Holbæk, das 1937 abgerissen wurde, kam das mit einem Laubengang versehene Fachwerkhaus an seinen heutigen Standort. Eine Besonderheit ist das Fundament aus großen Granitsteinen, die als letzte überlebende Reste der alten Pfarrkirche St. Nicolai gelten, die neben dem ursprünglichen Platz des Handelshauses stand.
Das Gebäude ist mit Gegenständen aus der ersten Hälfte des 19. Jahrhunderts eingerichtet und steht unter Denkmalschutz.

### Bagstræde 8
Das gelbe Backsteinhaus an der Bagstræde wurde 1846 im späten Empire-Stil gebaut und für Wohnzwecke bis 1968 genutzt. 1971 wurde es dem Museum übertragen und ist heute Ausstellungsbereich zur Jungsteinzeit und Bronzezeit.

### Ishuset
Das ehemalige Eishaus der Elefanten-Apotheke steht an der Ecke Bysøstræde und Bagstræde und ist nicht Teil des Museum-Komplexes. Um 1857–67 wurde das kleine 1 ½ geschossige Fachwerkhaus erbaut. Hier lagerte die Apotheke im Winter aus dem Stadtsee oder dem Fjord gewonnenes Eis, das für die Herstellung von Arzneimitteln benötigt wurde. Isoliert mit Torf konnte Eis hier das ganze Jahr über vorgehalten werden.
Im Jahr 1978 ließ die Holbæk-Kommune das Eishaus renovieren und überließ es dem Museum. Heute wird es als Objekt-Magazin genutzt.

### Tepavillonen
Der um 1850 erbaute Tee-Pavillon stammt aus dem Apotheken-Garten und wurde früher – und heute wieder – für Freizeitaktivitäten genutzt. Er ist aus Kiefernholz, hat Ziegelwände und ein Zinkblech-Dach. Ursprünglich hatte er eine Stuckdecke und einen Holzfußboden. 1937 wurde der Apotheken-Garten ein öffentlicher Park und der Pavillon wurde zum St.-Elisabeth-Krankenhaus (jetzt Elisabethcentret) umgesetzt. Im Jahr 2000 bekam er wieder seinen ursprünglichen Platz im Pharmazie-Garten (Bysøparken). Der Pavillon wird heute für Museums-, Musik- und Theaterveranstaltungen genutzt.

### Bakkekammen 45
Das ehemalige Wohnhaus des Architekten Marius Pedersen (1888–1965) wurde 2006 unter Denkmalschutz gestellt und beherbergt heute ein Museum für Schöneres Bauen. Pedersen war tragendes Mitglied der Landsforeningen Bedre Byggeskik und Leiter der Baumeisterschule Holbæk (Bygmesterskolen). 25 Villen in der Straße wurden von Pedersen und seinem Kollegen Ivar Bentsen entworfen.

## KDL Lodsbåden
Das seit 1999 zum Museum gehörende KDL Lotsenboot wird von ehrenamtlichen Mitgliedern betrieben. Mit dem 1922 gebauten Schiff, das über 50 Jahre als Lotsen- und Hafenboot in Holbæk im Einsatz war, soll ein Beitrag zur Erhaltung der am Isefjord charakteristischen alten Holzboote und zur Kulturgeschichte Holbæks als Hafen mit Schifffahrt und Schiffbau am Fjord geleistet werden. Bei der Restaurierung 2001 ist das ursprüngliche Aussehen wiederhergestellt worden.